# Turquía en los Juegos Paralímpicos de Atenas 2004
Turquía estuvo representada en los Juegos Paralímpicos de Atenas 2004 por nueve deportistas, ocho hombres y una mujer.

## Medallistas
El equipo paralímpico turco obtuvo las siguientes medallas:
| Nombre                | Deporte | Evento                      |
| --------------------- | ------- | --------------------------- |
| Oro                   |         |                             |
| Muharrem Korhan Yamaç | Tiro    | Pistola deportiva SH1 mixto |
| Plata                 |         |                             |
| —                     |         |                             |
| Bronce                |         |                             |
| Muharrem Korhan Yamaç | Tiro    | Pistola libre SH1 mixto     |